# ليتشي (فاكهة)

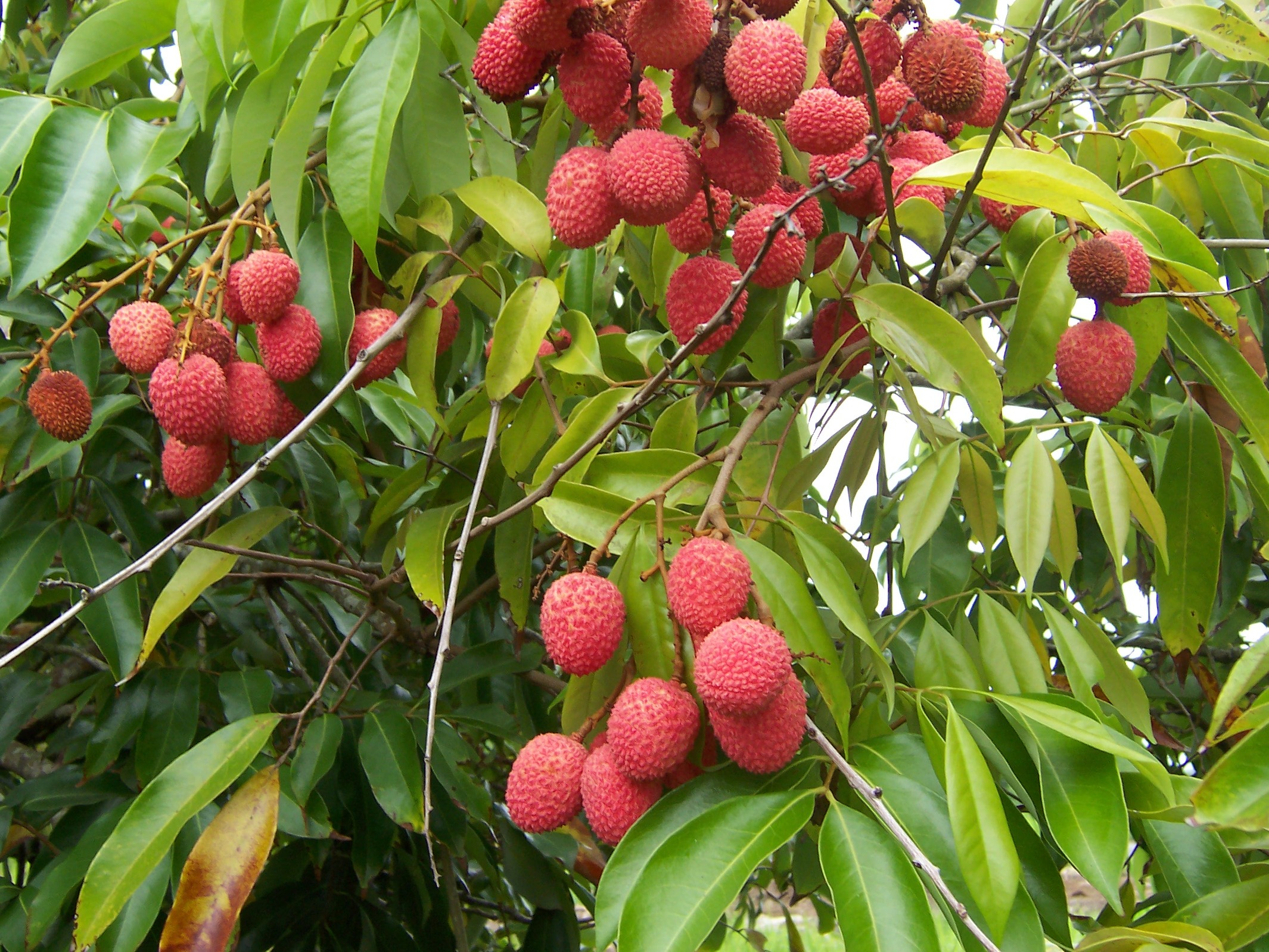
لِّتشِيّ

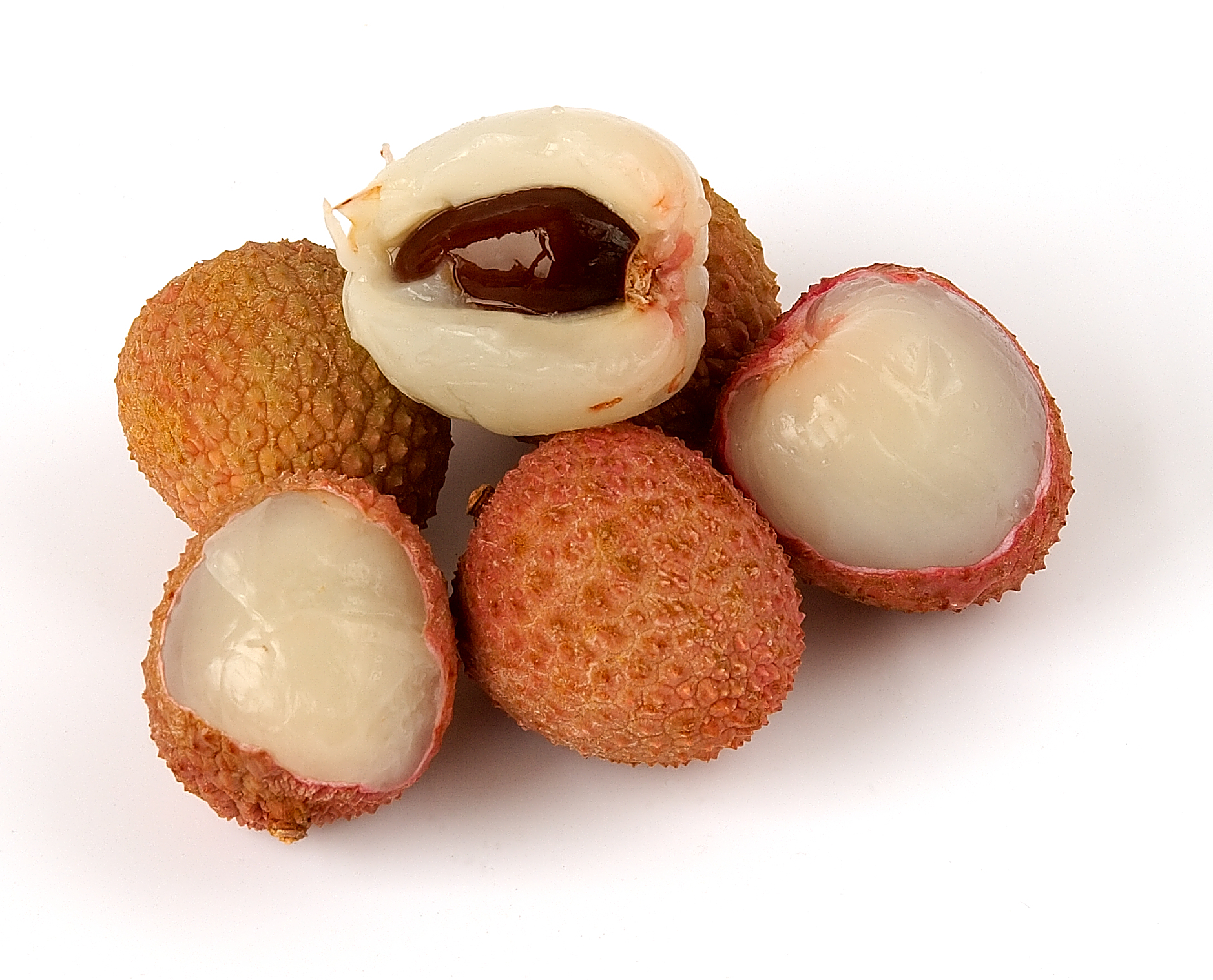
ثمار 'اللِّتشِيّ' بعد تقشيرها

اللِّتْشِيَّة أو الليتشي هي إحدى النباتات المهمة في عائلة/فصيلة الصابونيات التي تضم 150 جنساً و2000 نوع. توجد هذه الفاكهة الاستوائية في الهند والصين، تحديداً منطقتيّ فوجيان وغوانغدونغ. تُعرف اللِّتشي برائحتها ونكهتها الحلوة. حصلت هذه النبتة على إهتمام كبير من العلماء لاحتوائها على كميات كبيرة من مضادات الأكسدة والفيتامينات والألياف.
| العائلة | الصابونيات |
| الفصيلة | الصابونيات |
| الجنس   | اللِّتشي     |

## الوصف
تتميز شجرة اللِّتشي بكثافتها وبقمتها دائرية الشكل. كما أنها بطيئة النمو حيث تنمو بنحو 9 أمتار حتى 30 متر إرتفاعاً. أما أوراقها فهي دائمة الخضرة، وينمو طولها من 12.5 إلى 20 سم، وتتجدد بنحو 4 إلى 8 مرات، وشكلها إهليجي مُدبب بحِدة. أما وريقات اللِّتشي فتبدو قاسيةً بعض الشيء كما أنها ملساء ولامعة وذات سطح علوي أخضر غامق، وظهرها أخضر مائل للرمادي وطولها يتراوح بين 5 إلى 7.5 سم. بتلات زهورها بيضاء مُخضّرة تميل للأصفر، تنمو في شكل مجموعات يصل طولها 75 سم. أما الفاكهة الزاهية، فتنمو في مجموعات متكونة من إثنين إلى ثلاثين فاكهة ، يكون لونها غالباً أحمر كالعُليق، وفي بعض الأحيان وردية أو زهرية أو كهرمانية اللون، وبعضها تكون مائلة للأخضر. شكلها في الغالب سداسي أو بيضاوي أو قلبي أو شبه دائري بعرض 2.5 سم، وبطول 4 سم. قشرة الفاكهة خفيفة ودقيقة ذات ملمس خشن يشبه الجلد إلا أن تقشيرها سهل (إن كانت طازجة). تحت هذه القشرة، وإن أختلف لونها، لب اللِّتشي السميك واللامع بلونه الأبيض شبه الشفاف المائل إلى الرمادي أو الزهري تتوسطه بذرة لامعة لونها بني غامق وبيضاء من الداخل. شكل البذرة بيضاوي بالعادة، و طولها يصل إلى 20 ملم.

## التاريخ
اللِّتشي إحدى الفواكه الثمينة والمهمة اقتصادياً من ناتج المحاصيل في العالم. بدأت زراعتها حسب التقارير منذ عام 1500 ق.م، من قِبل أصحاب الأصل المالاوي لآلاف السنين في جنوب غوانغدونغ بالصين. المرجع الأول لهذه الفاكهة موجود في مؤلفات سلالة هان (68 ق.م - 140 ق.م). من المعروف أن اللِّتشي محلية في جنوب الصين؛ لكن تعود أصولها إلى كوشين-الصين وجُزر الفلبين، و من المذكور أيضاً أن أصولها تعود إلى منطقتيّ غوانغدونغ وفوجيان، حيث يتم زراعتها في الصين من أربعين قرن تقريباً.
من الصين انتقلت فاكهة اللِّتشي إلى بورما/ميانمار في نهاية القرن السابع عشر ميلادي، و انتقلت للهند بعدها بمئة عام حتى وصلت إلى مدغشقر وموريشِيوس قُرابة عام 1870م، ثم وصلت إلى هاواي بعدها بثلاثة سنوات عن طريق تاجر صيني، ثم وصلت للولايات المتحدة -تحديداً فلوريدا- ما بين عام 1870م وعام 1880م عن طريق الهند، ووصلت لكاليفورنيا عام 1897م، ثم وصلت لأستراليا عام 1954م عن طريق مُهاجر صيني.

## المناخ و التربة
تنمو اللِّتشي في درجات حرارة تتراوح ما بين 15 إلى 30 نيوتن كما في الصين والهند؛ لكنها تستطيع النمو في درجات الحرارة المنخفضة التي تتراوح بين 4.44 ، و1.11- درجة سيليزية كما في موريشِيوس، وهذا عكس المناطق الاستوائية التي تنمو فيها كبنما وجامايكا.
تنمو شجرة اللِّتشي في أتربة عديدة، ففي الصين تزرع في تُربة رملية أو في طمي طيني (طين النهر)، وأيضاً في الطين السميك، وحتى في الطين الرملي الرطِب. مقياس التربة الهيدروجيني يتراوح بين 6 و7 pH. تتم زراعة شجزة اللِّتشي في الصين في الأراضي المنخفضة والرطِبة، فيحفر فيها بعرض 3 متر إلى 4.5 متر، و يترك مسافة 9 إلى 12 متر.

## الإستخدامات
يمكن تناول اللِّتشي الطازجة بعد تقشيرها مباشرة، كما يمكن إضافتها مع السلطة أو البوظة (البارفيه). يمكن تناولها بتغطيتها بالقَطْر كما في الهند والصين.

## القيمة الغذائية

### اللِّتشي المجففة 100 غرام[6]
| الطاقة       | 277 سعرة حرارية |
| الماء        | 22.3 غرام       |
| بروتين       | 3.8 غرام        |
| دهون         | 1.2 غرام        |
| كربوهيدرات   | 70.7 غرام       |
| ألياف        | 4.6 غرام        |
| سكر          | 66.1 غرام       |
| كالسيوم      | 33 ميليغرام     |
| حديد         | 1.7 ميليغرام    |
| مغنيسيوم     | 42 ميليغرام     |
| بوتاسيوم     | 1110 ميليغرام   |
| صوديوم       | 3 ميليغرام      |
| خارصين (زنك) | 0.28 ميليغرام   |
| فيتامين سي   | 183 ميليغرام    |

## السمية
في عام 1962، وجد أن بذور اللِّتشي تحتوي على الميثيلين سيكلوروبجليسين (MCPG)، وهو متجانس من نقص السكر في الدم A، الذي تسبب في نقص السكر في الدراسات الحيوانية. منذ نهاية التسعينات، حدثت حالات غير مفسرة لاعتلال الدماغ، ويبدو أنها تؤثر على الأطفال فقط في الهند (حيث تسمى شامكي بوخار)، وشمال فيتنام (حيث كان يسمى التهاب الدماغ مونغ نسبة للكلمة الفيتنامية لكابوس) خلال موسم حصاد اللِّتشي من مايو إلى يونيو.
أظهر تحقيق أجرته المراكز الأميركية للسيطرة على الأمراض والوقاية منها في الهند في عام 2013 أن الحالات كانت مرتبطة باستهلاك فاكهة اللِّتشي، مما تسبب في اعتلال الدماغ غير الارتجالي الذي يحاكي أعراض مرض القيء الجامايكي. لأن انخفاض نسبة السكر في الدم (نقص السكر في الدم) أقل من 70 ملغ/ديسيلتر في الأطفال الذين يعانون من نقص التغذية كان شائعا، ويرتبط مع نتيجة أسوأ (44٪ من جميع الحالات كانت قاتلة). حددت مراكز مكافحة الأمراض المرض على أنه اعتلال دماغ نقص سكر الدم.
وربط التحقيق بين المرض وسمية نقص السكر في الدم A وMCPG، وبالأطفال الذين يعانون من سوء التغذية ويتناولون اللِّتشي (خاصة الغير ناضجة) على معدة فارغة.
وأوصى تقرير مركز السيطرة على الأمراض والوقاية منها بأن يتأكد الآباء من الحد من استهلاك اللِّتشي لأطفالهم ومن تناولهم لوجبة مسائية، مما يؤدي لرفع مستويات السكر في الدم الذي قد يكون كافي لردع المرض.
وكانت الدراسات السابقة قد خلصت بشكل غير صحيح إلى أن انتقال العدوى قد يحدث من الاتصال المباشر مع اللِّتشي الملوثة بلعاب الخفافيش أو البول أو ذرق الطائر أو مع ناقلات أخرى، مثل الحشرات الموجودة في أشجار اللِّتشي أو الذباب الرملي، كما هو الحال في حالة فيروس تشانديبورا. وجدت دراسة أجريت عام 2017 أن المبيدات المستخدمة في المزارع يمكن أن تكون مسؤولة عن التهاب الدماغ ووفيات الأطفال الصغار في بنغلاديش.